# Шенкержик, Петр
Петр Шенкержик (чеш. Petr Šenkeřík; род. 13 марта 1991 года, Злин, Чехословакия) — чешский хоккеист, защитник.

## Карьера
Воспитанник хоккейной школы ХК «Злин». Выступал за ХК «Всетин», «Кутенай Айс» (ЗХЛ), «Принс Джордж Кугарс» (ЗХЛ), «Комета» (Брно), ХК «Гавличкув-Брод», «Беркут» (Киев), «Злин», «Славия» (Прага), ХК «Бероуншти Медведи», «Витковице», «Гавиржов», «Орли Зноймо», «Естржаби» (Простеёв), «Коламбус Коттонмаутс» (ЮПХЛ), «Слован» (Усти-над-Лабем), «Энергия» (Карловы Вары).
Сейчас играет за клуб чешской Экстралиги «Мотор» (Ческе-Будеёвице).
В чемпионатах Чехии — 265 матчей, 91 очко (19 шайб + 72 передачи).
В составе молодежной сборной Чехии, участник чемпионата мира 2011 (5 матчей).